# Grete Hollmann
Grete Hollmann (* 1. Februar 1900 als Clara Marie Margarethe Hoffmann in Berlin; † 21. Januar 1955 ebenda) war eine deutsche Stummfilmschauspielerin.

## Leben und Wirken
Die geborene Margarethe Hoffmann besuchte die Höhere Töchterschule und ein Pensionat in Thüringen. Anschließend ließ sie sich bei der Hofschauspielerin Margret Hennig künstlerisch ausbilden. Grete Hollmann stand schon als Kind auf der Bühne und trat an Theatern in Barmen, Elberfeld und Halle auf. 1918 wurde sie von Oskar Messter zum Film geholt und gab ihr Leinwanddebüt an der Seite von Viggo Larsen.
Am 27. Oktober 1920 heiratete Grete Hollmann den Filmregisseur Carl Boese, mit dem sie den Fridericus-Rex-Film Die Tänzerin Barberina drehte. Wenig später ging sie für drei Jahre nach München und trat in die Dienste der Emelka. Nachdem sie ab Jahresende 1924 an der Seite ihres Gatten wieder in Berlin ansässig geworden war, verschwand Grete Hollmann recht bald aus dem Blickfeld der Öffentlichkeit. 1927 wurde ihre Ehe geschieden. Sie starb 1955 in Berlin.

## Filmografie
- 1918: Die blaue Mauritius
- 1919: Verschleppt
- 1919: Um Diamanten und Frauen
- 1919: Im letzten Augenblick
- 1919: Ich lasse dich nicht
- 1919: Die Teufelsgeige
- 1920: Das Lied der Puszta
- 1920: Die Tänzerin Barberina
- 1920: Drei Nächte
- 1920: Die schöne Miss Lilian
- 1920: Die Mitternachtsgöttin
- 1920: Das Drama von Glossow
- 1921: Das Floß der Toten
- 1921: Der Schrecken der roten Mühle
- 1921: Der Schatten der Gaby Leed
- 1921: Der Gang durch die Hölle
- 1921: Piraten der Schönheit
- 1922: Das ungeschriebene Gesetz
- 1922: Lucifer
- 1922: Das Auge des Toten
- 1923: Maciste und die chinesische Truhe
- 1923: Mädchen, die man nicht heiratet
- 1923: Graf Cohn